# Colobothea declivis
Colobothea declivis là một loài bọ cánh cứng trong họ Cerambycidae.